# Grace Jackson
Grace Jackson, född den 14 juni 1961, Saint Ann, Jamaica är en jamaicansk före detta friidrottare som tävlade i kortdistanslöpning.
Jacksons första internationella mästerskap var VM 1983 i Helsingfors där hon sprang 200 meter och slutade på femte plats med tiden 22,63 s. Hon deltog även vid Olympiska sommarspelen 1984 i Los Angeles där hon slutade femma på 100 meter på tiden 11,39 s och femma på 200 meter med tiden 22,20 s.
Vid inomhus VM 1987 i Indianapolis blev hon bronsmedaljör på 200 meter på tiden 23,21 s. 
Hennes karriärs stora framgång kom vid Olympiska sommarspelen 1988 där hon slutade tvåa endast slagen av Florence Griffith-Joyner. Tiden 21,72 s som hon noterade är fortfarande en av de bästa någon har sprungit 200 meter på och hon är tvåa i Jamaica efter Merlene Ottey genom tiderna. Hon tog sig även till final på 100 meter och slutade där på fjärde plats med tiden 10,97 s, 14 hundradelar från Heike Drechslers bronsplats. 
Vid inomhus-VM 1989 i Budapest slutade hon på andra plats efter Merlene Ottey på 200 meter med tiden 22,95 s.
Hennes sista mästerskap blev Olympiska sommarspelen 1992 där hon slutade sexa på 200 meter på tiden 22,58 s.